# Khenguet Sidi Nadji
Khenguet Sidi Nadji est une commune de la wilaya de Biskra en Algérie.